# Silvia Herrera
Maria Silvia Herrera (* 15. September 1983 in Buenos Aires) ist eine ehemalige argentinische Biathletin.

## Karriere
Silvia Herrera trat zwischen 2004 und 2006 mehrfach international im Biathlon-Europacup an. Bei ihrem ersten Rennen, einem Einzel in Obertilliach, kam sie nicht ins Ziel. Erst eine Woche später konnte sie als 35. eines Sprints an selber Stelle erstmals ein Rennen beenden. Im weiteren Saisonverlauf gewann Herrera als 26. eines Sprints in Garmisch-Partenkirchen erstmals Punkte. Es wurde zugleich ihr bestes Ergebnis in der Rennserie. Die Argentinierin startete im August 2010 bei den Biathlon-Südamerikameisterschaften in Portillo und Bariloche. Bei der Meisterschaft, die als Rennserie ausgetragen wurde, wurde Herrera in Portillo Zweite des Einzels sowie  Dritte im Sprint- und im Massenstartrennen. Beim Sprintrennen in Bariloche gewann sie das Rennen, in der Gesamtwertung belegte sie den dritten Platz. Auch an den Meisterschaften 2012 nahm Herrera teil und wurde in beiden ausgetragenen Rennen jeweils Vierte. Seither trat sie im Biathlon nicht mehr in Erscheinung.